# Standaardglas
Een standaardglas is een maat voor de grootte van een drinkglas en de verhouding tot de hoeveelheid alcohol in de drank. Drank wordt in glazen geschonken, die speciaal op maat zijn gemaakt. De maat voor een glas wordt bepaald door het percentage alcohol in de drank. Hoe meer alcohol in een drank, hoe kleiner het glas. Hierdoor krijgt men bij iedere consumptie van alcoholische drank ongeveer dezelfde hoeveelheid alcohol binnen. Een standaardglas bier bevat ongeveer evenveel alcohol als een standaardglas sherry (ongeveer 10 gram). Door deze op maat gemaakte glazen kan men de eigen consumptie beter bewaken.  
De grens voor alcohol in het verkeer ligt bijvoorbeeld bij 0,5 promille, wat overeenkomt met 2,5 standaardglazen. Hieraan ligt de uitdrukking ten oorsprong dat men met maximaal 2 glazen op nog mag autorijden. Men kan bijvoorbeeld 2 glazen drinken aan het begin van een feestje en daarna niets meer in de verwachting dat de lever het meeste alweer heeft afgebroken als men moet rijden. Maar, het is natuurlijk veel verstandiger om helemaal niet te drinken, met name omdat de effecten per individu verschillen en men zich in de dosis kan vergissen, zoals hieronder staat uitgelegd. 
De effecten bij opklimmende doses zijn voor de gemiddelde persoon als volgt. De effecten en gevoeligheid verschillen in de praktijk echter sterk per individu.
- ± 2 standaardglazen: merkbare veranderingen in stemming en gedrag, verslechtering van reactievermogen en coördinatiesnelheid. Om die reden zijn de corresponderende bloed- en ademwaarden bovengrenzen voor deelname aan het verkeer.
- ± 5 standaardglazen: "aangeschoten". De gedragsveranderingen worden sterker. Deze ontremming wordt alleen in heel lichte gevallen als aangenaam ervaren; het decorumverlies en het al te nadrukkelijk aanwezig zijn kan door anderen als storend ervaren worden.
- ± 10 standaardglazen: "dronken". De gedragsveranderingen zijn zo sterk dat men controle over het eigen gedrag verliest. Bovendien doen de lichamelijke effecten zich sterker voelen: waggelen, verslechterde coördinatie, black-outs, misselijkheid en overgeven, slaperigheid, vermindering van perceptie van pijn, hitte of kou.
- ± 15 standaardglazen: toenemende sufheid, afnemend besef van de omgeving, risico op alcoholvergiftiging.
- ± 20 standaardglazen: ademstilstand, coma, dood. Een 70 cl fles whiskey met een alcoholpercentage van 40% bevat 28 standaardglazen. Hieruit volgt dat het leegdrinken van een fles sterkedrank dodelijk kan zijn en aanleiding is meteen medische hulp in te schakelen. Ook een halve fles (14 standaardglazen) is al zeer riskant wanneer men deze in één keer leegdrinkt.

Het verhaal gaat niet langer op wanneer de drank in grotere of kleinere glazen wordt geschonken of wanneer de alcoholpercentages afwijken, zoals bij grotere glazen of flesjes bier, speciaalbier, cocktails en mixdrankjes. Bovendien wordt de smaak van de alcohol gemaskerd door de andere bestanddelen, met name de suiker bij zoete drankjes. Ook kan bij cocktails en mixjes met de ingredienten worden gespeeld, waardoor de alcoholpercentages sterk per glas kunnen varieren. Hierdoor is het mogelijk dat men bij een enkele consumptie zonder het te realiseren meerdere standaardglazen binnenkrijgt en zich vergist in het effect van de alcohol. Bij de introductie van Grolsch Krachtig Kanon kwamen incidenten voor ten gevolge dit soort vergissingen. Ook wordt nog wel eens bij cocktails en mixjes misbruik van deze verraderlijkheid gemaakt om mensen dronken te voeren.
Verder kunnen verschillen optreden omdat mensen ieder anders op alcohol reageren, een andere ater/vet verdeling hebben, aan alcohol gewend zijn, of zwaarder dan wel lichter zijn. Twee standaardglazen kunnen daarmee voor een kleine lichte vrouw die geen alcohol gewend is al veel te veel zijn om aan het verkeer deel te nemen, terwijl een grote forse gespierde man die regelmatig drinkt er vrijwel niets van merkt. Zich vergissen in de dosering of effecten  is geen excuus om met te veel alcohol achter het stuur te worden betrapt of voor gedragingen onder invloed in het algemeen. Alcoholgebruik blijft een eigen verantwoordelijkheid. 
In de onderstaande tabel is voor een aantal soorten drank de grootte van het standaardglas aangegeven. Ook speciaalbieren, cocktails en mixdrankjes zijn ter illustratie in de tabel opgenomen.
| Dranksoort            | Inhoud | Alcoholpercentage | Aantal standaardglazen |
| --------------------- | ------ | ----------------- | ---------------------- |
| Bier (vaasje)         | 25 cl  | 5%                | 1                      |
| Bier (pijpje)         | 30 cl  | 5%                | 1,2                    |
| Bier (blikje)         | 33 cl  | 5%                | 1,3                    |
| Bier                  | 50 cl  | 5%                | 2                      |
| Speciaal Bier (glas)  | 25 cl  | 8%                | 1,6                    |
| Speciaal Bier (fles)  | 33 cl  | 8%                | 2,1                    |
| Speciaal Bier (fles)  | 33 cl  | 11%               | 3,6                    |
| Coktail of mixdrankje | 25 cl  | 5% tot 25%        | 1 tot 5                |
| Mix (longdrink)       | 25 cl  | 5%                | 1                      |
| Wijn (wijnglas)       | 10 cl  | 12%               | 1,2                    |
| Likeur (glas)         | 5 cl   | 20%               | 1                      |
| Gedistilleerd (glas)  | 3,5 cl | 40%               | 1,4                    |